# Alma Hilaj
Alma Hilaj (Scutari, 2 febbraio 2000) è una calciatrice albanese, centrocampista del Genoa e della nazionale albanese.

## Carriera

### Club
Nata nel 2000 a Scutari, nel nord dell'Albania, dal 2012 al 2017 ha militato nel Juban Danja, squadra della sua città, trasferendosi poi in Italia a 17 anni, nel 2017, alle fiorentine della Florentia.
Nel 2019 è entrata stabilmente in prima squadra, esordendo in prima squadra il 26 gennaio, alla 14ª di Serie A, sul campo del ChievoVerona Valpo, sfida persa per 5-0 nella quale ha giocato titolare.
A fine 2019 ha cambiato squadra, trasferendosi all'Orobica, rimanendo in Serie A.
Dopo aver disputato quattro stagioni con il Como, il 26 luglio 2025 Hilaj viene acquistata a titolo definitivo dal Genoa, neo-promosso in Serie A.

### Nazionale
Ha esordito in nazionale Under-19 nel 2018, giocando 3 partite di qualificazione all'Europeo Under-19 di Scozia 2019.
Ha debuttato in gara ufficiale con la nazionale maggiore il 2 settembre 2019, nella sfida delle qualificazioni all'Europeo di Inghilterra 2022 in casa a Elbasan contro la Finlandia, persa per 3-0, entrando al 92' al posto di Arbiona Bajraktari.

## Statistiche

### Presenze e reti nei club
Statistiche aggiornate al 5 novembre 2024.
| Stagione        | Squadra         | Campionato      | Campionato | Campionato | Coppe nazionali | Coppe nazionali | Coppe nazionali | Coppe continentali | Coppe continentali | Coppe continentali | Altre coppe | Altre coppe | Altre coppe | Totale | Totale |
| Stagione        | Squadra         | Comp            | Pres       | Reti       | Comp            | Pres            | Reti            | Comp               | Pres               | Reti               | Comp        | Pres        | Reti        | Pres   | Reti   |
| --------------- | --------------- | --------------- | ---------- | ---------- | --------------- | --------------- | --------------- | ------------------ | ------------------ | ------------------ | ----------- | ----------- | ----------- | ------ | ------ |
| 2018-2019       | Florentia       | A               | 6          | 0          | CI              | -               | -               | -                  | -                  | -                  | -           | -           | -           | 6      | 0      |
| lug.-dic. 2019  | Florentia S.G.  | A               | 0          | 0          | CI              | 0               | 0               | -                  | -                  | -                  | -           | -           | -           | 0      | 0      |
| dic. 2019-2020  | Orobica         | A               | 6          | 0          | CI              | 0               | 0               | -                  | -                  | -                  | -           | -           | -           | 6      | 0      |
| 2020-2021       | Orobica         | A               | 24         | 0          | CI              | ?               | ?               | -                  | -                  | -                  | -           | -           | -           | 24     | 0      |
| Totale Orobica  | Totale Orobica  | Totale Orobica  | 30         | 0          | -               | 0               | 0               | -                  | -                  | -                  | -           | -           | -           | 30     | 0      |
| 2021-2022       | Como            | B               | 23         | 3          | CI              | 4               | 1               | -                  | -                  | -                  | -           | -           | -           | 27     | 4      |
| 2022-2023       | Como            | A               | 23         | 1          | CI              | 1               | 0               | -                  | -                  | -                  | -           | -           | -           | 24     | 1      |
| 2023-2024       | Como            | A               | 25         | 0          | CI              | 1               | 0               | -                  | -                  | -                  | -           | -           | -           | 26     | 0      |
| 2024-2025       | Como            | A               | 2          | 0          | CI              | 1               | 0               |                    | -                  | -                  |             | -           | -           | 3      | 0      |
| Totale Como     | Totale Como     | Totale Como     | 73         | 4          | -               | 7               | 1               | -                  | -                  | -                  | -           | -           | -           | 80     | 5      |
| 2025-2026       | Genoa           | A               | -          | -          | CI              | -               | -               |                    | -                  | -                  | AWC         | -           | -           | -      | -      |
| Totale carriera | Totale carriera | Totale carriera | 109        | 4          | -               | 7               | 1               | -                  | -                  | -                  | -           | -           | -           | 116    | 5      |

## Palmarès

### Club
- Campionato italiano di Serie B: 1

Como: 2021-2022